# آرژانتین در المپیک تابستانی ۲۰۰۴
آرژانتین در بازی‌های المپیک تابستانی ۲۰۰۴ که در شهر آتن برگزار شد، کاروان آرژانتین با ۱۵۲ ورزشکار در این رقابت‌ها شرکت کرد و موفق به کسب ۶ مدال (۲ طلا، ۰ نقره، ۴ برنز) شد. در جدول رتبه‌بندی توزیع مدال‌ها، آرژانتین در ردهٔ ۳۸ مسابقات قرار گرفت.